# SFera
SFera, društvo za znanstvenu fantastiku, osnovano je 1976. godine. Od tada neprekinuto djeluje kao neprofitna kulturna organizacija na području Hrvatske i grada Zagreba. Osnovni cilj SFere je združiti ljude, a prvenstveno djecu i mladež, koje zanima znanstvena fantastika, fantastika, nadnaravni horor i znanost općenito. Stoga su članovi uglavnom učenici i studenti ali i ostali građani.

## Povijest

### Osnivanje kluba
Skupina entuzijasta – među njima najpoznatiji Krsto A. Mažuranić i Želimir Koščević, tada voditelj Galerije SC, kasnije u Galeriji Moderne umjetnosti (tu su još bili Vladimir Sokol, Vojko Kraljeta i Alfred Reschner) – godine 1975. odlučuje kako bi bilo vrijeme da se osnuje i pravi ZBiF (Znanstvena beletristika i fantastika; korektni prijevod engleskog Science Fiction & Fantasy) klub, sličan onima kakvi su na Zapadu postojali desetljećima. Uz pomoć jednog od voditelja Astronautičkog i raketnog kluba “Zagreb” (dijela danas već zaboravljene Tehničke omladine), koji je i sam bio znanstvenofantastični obožavatelj, rečeni zanesenjaci postaju Sekcija za znanstvenu fantastiku ARKZ-a te dobivaju pristup prostorijama Kluba. Što se tiče naziva “Sekcija za znanstvenu fantastiku”, zapravo su bili samozvanci – statut ARKZ-a nije dopuštao takvu sekciju te su ih oni vodili kao “Sekciju za propagandu”.
Kao datum osnivanja uzet je 4. veljače 1976. godine, a to je bio i jedan od razloga što su se klupske konvencije prvih dvadesetak godina tradicijski održavale u veljači, kada se slavila godišnjica osnivanja. Sastanci su se održavali jednom tjedno.

### Rađanje Siriusa i Parseka
Početak rada za malo je prethodio još jednom kardinalnom događaju u SF životu tadašnje Jugoslavije. Jedinstveni Borivoje Jurković, glavni i odgovorni urednik redakcije romana i stripova izdavačke kuće Vjesnik (u ta vremena najveće u Hrvatskoj i druge u ondašnjoj zajedničkoj državi), iako bez mnogo SF znanja, genijalnom intuicijom odlučuje pokrenuti ZBiF literarni mjesečnik. Obraća se članovima udruge za prve savjete i od tada pa do gašenja, SFerini članovi aktivno djeluju kao vanjski suradnici, recenzenti i pomoćni urednici.
Riječ je o Siriusu  koji je u desetak godina neprekidnog izlaženja dostigao kultni status jer je osim izvrsnih prijevoda najbolje strane SF literature (ne samo anglosaksonske nego i ruske, francuske, talijanske, češke i ostalih) već nakon prvih nekoliko brojeva počeo redovito donositi i priče domaćih autora. Niti jedan časopis nakon njega, koliko se god upinjao kopirati ga, nije mu se niti približio, a o širem značaju govori i činjenica da je naklada prvih nekoliko brojeva (38-40 000 primjeraka) tada svrstala Sirius na treće mjesto na planetu Zemlji, a godine 1980. i 1984. proglašen je i najboljim europskim SF časopisom.
Nakon otprilike godinu dana rada, Sekcija zaključuje da joj je potrebna i vlastita tiskovina te zajedničkim naporima, u siječnju 1977., pokreće Parsek, kako reče prvi urednik Neven Antičević: paradoksalno sekularno glasilo koje se, naravno, umnaža šapirografom. Nakon drugog broja dolazi do zastoja, te uređivanje sljedeća dva preuzima Darije Đokić, a njega nasljeđuje Zoran Milović, koji će na tom mjestu ostati sljedećih nekoliko godina te ustaliti Parsekovo izlaženje. U doba dok nije bilo interneta, tih je par “zaklamanih” listova bilo jedino sredstvo komunikacije s onima koji nisu mogli dolaziti na sastanke.

### SFera
Krajem zime 76./77. klub se seli iz središta grada u tada daleku periferiju Ivanićgradske 41a, što je značilo da gotovo svi članovi do kluba trebaju dolaziti tramvajem, što je dovelo do gubitka nekih starijih članova,ali mogućnosti koje su pružale za ta vremena velebne prostorije Doma kulture Pešćenica privukle su nove entuzijaste i omogućile neslućeni razvoj.
Nakon godinu dana rada, samosvijest Sekcije narasla je toliko da više nije bilo straha od osamostaljenja te preseljenje koincidira s formalnim osnivanjem kluba SFera. Desetak punoljetnih građana dalo je svoje osobne iskaznice te je klub i registriran na novoj adresi. U Domu kulture Pešćenica klub je dobio osim vlastite sobe za upravu i mogućnost korištenja više prostorija za predavanja i sastanke, galerijskog prostora, prave kino-dvorane i opreme za isto. Dugi niz godina Klub je bio najaktivnija organizacija koja je tamo djelovala.
Ime “SFera – klub prijatelja znanstvene beletristike i fantastike” (kompletan službeni naziv) predložio je ing. Oliver Franić te se on može smatrati nekom vrsti kuma, a radi se o akronimu te igri riječi: Science Fiction Era, ali ujedno i sfera – kugla kao savršeno tijelo. Amblem kluba osmislio je prvoizabrani predsjednik Krsto A. Mažuranić – levitirajući BOČ (buljooko čudovište – naša inačica BEM-a, od eng. bug eyed monster, tada već šaljivog termina za svemirce holivudske B i C produkcije) ispred svemirskog broda. Drugi broj Parseka u lipnju 1977. već izlazi kao glasilo SFere. Od tada pa sljedećih deset godina rad kluba se može opisati uzlaznom linijom.

### Konvencije i novi klubovi
Najvažniji oblik društvenog SF djelovanja su “konvencije”, američki termin koji označava bilo koji veliki događaj organiziran na specifičnu temu (i opća skupština stranke naziva se konvencijom). Organizacija je festivalskog tipa, tj. postoji serija događaja koja čini kostur: predavanja i okrugli stolovi na različite teme, oko toga se organizira jedna ili nekoliko izložaba i predstava, a sve je začinjeno intenzivnim druženjem ljubitelja i stručnjaka. Obično se održavaju i formalna zasjedanja tijela koja su organizator ili pokrovitelj konvencije, dok je trajanje obično barem dvodnevno.
Ovakav oblik javnog SF djelovanja u Hrvatskoj i bivšoj Jugoslaviji nije bio poznat dok se toga nisu prihvatili neki SFerini članovi. U to je doba organiziran sajam nazvan “Zagrebački dani znanstvene fantastike” koji je, imao više izložbeni tip organizacije, dok je druženja bilo uglavnom van prostora događanja. Međutim, interes je bio toliki da se odlučilo organizirati i druge po redu “Dane SF-a”. 
Povjesničar umjetnosti Želimir Košćević velikodušno je upregnuo svoju Galeriju SC, te se 2. – 4. studenoga 1979. održao prvi skup koji je već nalikovao na pravu SF konvenciju.
S obzirom na to da je Sirius sa svojim malobrojnim, ali bitnim neliterarnim stranicama poslužio kao SFerina rezonantna kutija, ubrzo je došlo do kataliziranja organiziranog okupljanja i u drugim većim gradovima; osnivani su SF klubovi u Ljubljani, Beogradu, Skopju, Osijeku, Novom Sadu, Nišu, Sarajevu i drugim gradovima. Članovi tih većih ili manjih, bolje ili slabije organiziranih klubova (ali uglavnom vrsni poznavaoci ZBiF-a) dolaze u Zagreb. Nekolicina ih je bila i na prvim “Danima”, a broj onih koji su najavli svoj dolazak na “druge Dane” već je bio toliki da se moglo govoriti ne o lokalnom zagrebačkom, već o pravom svejugoslavenskom događaju. Zbog toga je i naziv promijenjen u YUKON (jugoslavenska konvencija, ali je tada “KON” još uvijek značio “kongres”) te je dodan i broj “Drugi”. Naravno, “prvi” YUKON pod tim imenom nije nikada niti održan – radilo se o prekrštenim “Danima znanstvene fantastike” održanim 1977.
Ovaj se način druženja ne samo vrlo brzo pročuo, nego se i svidio sve brojnijim obožavateljima te je YUKON postao stalna svakogodišnja manifestacija. U duhu “bratstva i jedinstva” (a i da se olakša život onima koji su morali raditi na organizaciji prva četiri događanja), konvencije su se kasnije održavale naizmjenice u raznim gradovima Jugoslavije, s lokalnim klubovima kao izvršnim organizatorima. Naravno, najkvalitetnije i najposjećenije su konvencije bile one u Zagrebu koji je imao najorganiziraniji klub.
Tu se, međutim, pojavio i mali problem. Nisu si svi mogli dozvoliti putovanje u udaljene gradove, a rotacija mjesta održavanja značila je da bi se do sljedeće kovencije u vlastitom gradu moglo čekati i nekoliko godina. Stoga je SFera, s najvećim članstvom i publikom, odlučila sama svake godine organizirati vlastitu konvenciju koja je, kada je YUKON bio u Zagrebu, ujedno bila i federalni događaj. Slično su kasnije postupili i neki drugi veći klubovi, uglavnom po republičkim središtima. S obzirom na kapacitete nekih od njih često je SFeraKon, kako je naravno bilo ime klupske konvencije, bio značajniji od samog YUKONA. I pri numeriranju SFeraKona postupilo se u duhu stvaranja instant-tradicije već viđene s brojenjem YUKONA: prva konvencija koja je nosila klupsko ime nije imala u nazivu “Prvi” jer je za početak uzeta ona ista 1977. godina. Nasreću, da se u glavi ne bi zavrtilo od silnih prebrojavanja, od numeriranja se nakon nekog vremena odustalo te je uz SFeraKon dodavana godina održavanja, a ta se tradicija održala i do danas kada je to de facto nacionalna konvencija. Takvu tradiciju neprekinutog održavanja nemaju niti mnoge od Hrvatske veće zemlje u Europi.

### Rad Kluba i prelazak u Društvo
Rad i sastanci su se u novim prostorijama ustalili; svaki tjedan održavana su predavanja na razne teme, a tada najčešći predavači bili su K. Mažuranić, B. Ogorelec, N. Antičević (o SF literaturi i SF-u općenito), B. Marini – dugogodišnji tajnik (SF film), O. Franić, D. Đokić, P. Raos (razna područja znanosti kao podloga za ZBiF), V. Kraljeta (glazba), bilo je govora i o likovnim umjetnostima, a većina je govornika bila i suradnicima u Parseku, uglavnom po istim temama. Kako je Sirius silno potaknuo ambicije domaćih SF pisaca, od kojih su mnogi imali samo ljubav prema žanru, pokušalo se nadobudne autore poučiti osnovama beletrističkog pisanja (likovi, karakterizacija, zaplet-rasplet, naracija, stil i slično), pa su Raos i Đokić napisali nekoliko članaka i održali par radionica na tu temu. Predavači nisu bili samo SFerini članovi; često su imali ugledne goste, katkada sveučilišne nastavnike, a svaki bi događaj bio najavljivan u dnevnim novinama, dok se o konvencijama govorilo na radiju, uglavnom zahvaljujući članu i autoru – novinaru Živku Prodanoviću.
Parsek kao poluliterarni bilten nije ni izbliza dosegnuo mjesečnu redovitost izlaženja. Iako su po broju članova bili najveći SF klub, aktivna jezgra nije bila velika te se teško nalazilo dovoljno vremena i suradnika za intenzivniju produkciju. Da bi se nadoknadio manjak informacija između dvaju izlaženja SFerinog prvog glasila, 1982. su izmišljene “Parsek novosti” kao informativni letak koji je govorio samo o radu u klubu i trebao je biti uistinu mjesečnik. To mu je neko vrijeme i uspijevalo, a održao se par godina te je na kraju imao i više nego jedan fotokopirani/šapirografirani list papira. Klupske su ambicije u izdavaštvu bile veće; željelo se izdavati vlastito neperiodično literarno izdanje s obzirom na to da se Sirius dobro prodavao, a strogoćom izbora i ograničenim brojem stranica odvojenim za domaće autore nije mogao zadovoljiti ambicije i čitalačke publike i nezajažljivih autora. Tako se ozbiljno počelo raditi na Megaparseku, kao pravom literarnom časopisu tiskanom “za istač”. Nakon toga je tu funkciju trebala imati SFERA - međutim, svi su se ti abortirani literarno-izdavački planovi nasukali na grubu istinu: u doba kada nije bilo PC-a te stoga niti desktop publishinga, tiskanje zbirke pripovijedaka ili romana bilo je i organizacijski i financijski prezahtjevno i za najveći klub u državi. Tu je djelatnost SFera uspjela ostvariti tek mnogo kasnije.
Po odrađenom prikupljanju dokumentacije, 1982. klub mijenja status te se preimenuje u “SFera, društvo za znanstvenu fantastiku”.

### Nagrada SFERA
Još 1977., dok su se sastanci održavali u prostorijama u Ilici, a Sirius tek grabio prve korake, Vladimir Sokol nabacio je ideju kako bi trebalo osnovati stalnu nagradu za ZBiF aktivnosti. Nagrada “SFera” najavljena je ’79., razrađivana ’80., a prvi puta dodijeljena 1981. Na Pravilniku o dodjeli ozbiljno se radilo, komisija za izbor, koja je prijedlog podnosila Skupštini na proglašenje, radila je dugo i naporno, često u konstruktivno svađalačkoj atmosferi, a koliko se ozbiljno pristupilo selekciji može ilustrirati stav da je članstvo u Klubu uglavnom bilo uzimano kao negativna točka u odlučivanju o laureatu; od toga se kasnije moralo postupno odustati jer su svi koji su nešto vrijedili u međuvremenu postali makar “dopisni” članovi SFere.
Vladimir Sokol dao je i idejno rješenje nagrade: sfera prerezana na pola te spojena polovima rotiranim za 180 stupnjeva tako da se dobiva oblik klepsidre – pješčanog sata; gornja polusfera posuta je zvijezdama te simbolizira nebo, na donjoj su meridijani i paralele pa simbolizira Zemlju. U mjesto spoja polutki željelo se staviti uzorak pijeska s Mjeseca te su pisali, uz dužno obrazloženje, NASA-i zamolivši za par zrnaca. Odgovor je bio negativan, sav su pijesak bili već podijelili znanstvenim institucijama po svijetu, ali su im kao utješnu nagradu poslali gomilu fotografija koje se kasnije iskoristilo na SFeraKonu. Umjesto pijeska s Mjeseca, Sokol se potrudio oko malenog meteorita, kako bi se u predviđenom mjestu ipak našao svemirski materijal.
Samu je nagradu izradio od slitine aluminija J. Škunce – “pehar” (u Klubu od milja zvan “pepeljara”) pokraj kojeg se slikaju dobitnici kojima se uručuje plaketa s obzirom na to da “SFera” ostaje u SFeri, a na njezino se postolje lijepi pločica s imenom dobitnika, djelom i godinom dodjele. To su postolje članovi izradili sami: dugogodišnji blagajnik Drago Božić nabavio je pozamašni panj koji je Darije Đokić dao tokariti te osobno izbušio utore za metalni dio, a kasnije su ga i višeslojno “bajcali”.
Osnovne su kategorije bile za priču, roman i životno djelo, mogla se povremeno dodati i nagrada za neki drugi oblik stvaranja u ZBiF-u, a ustanovljena je i Povelju. Kako bi se održala kvaliteta i značaj nagrade, Pravilnik je predviđao da se u nedostatku kvalitetnih godišnjih ostvarenja nagrada uopće ne dodjeljuje u nekoj kategoriji, što se i više puta desilo, osobito nagradi za “životno djelo”, koja je dodijeljena svega nekoliko puta. Prva nagrađena priča bila je “Prsten” Gorana Hudeca, a roman je bio “Prepoznavanje” slovenskog autora Mihe Remeca. Iako se smanjenjem države smanjilo i obuhvatno područje, danas je “SFera” de facto hrvatska nacionalna nagrada za ZBiF djelovanje. Kada je Klub prekrojen u Društvo, dotadašnji se amblem s veselim BOČ-om činio malo preneozbiljnim pa je zamijenjen novim – bila je to stilizirana plaketa nagrade s već opisanom klepsidrom i tekstom ispod nje: SFera, društvo za znanstvenu fantastiku. Taj je i danas u opticaju, tek neznatno izmijenjen.
Od samog osnivanja SFere govorilo se o potrebi da se ujedine sve (nad)nacionalne snage potencijalno zainteresirane za rad u ZBiF-u, osobito na profesionalnoj razini, kako bi mu se podigla kvaliteta i značaj. O tome se pričalo na prva dva YUKONA, ali je tek na trećem, na petu godišnjicu kluba i dodjele prve nagrade 28. veljače i 1. ožujka 1980., došlo do pokušaja osnivanja YUSFO-a – svejugoslavenske SF organizacije, za koju su članovi SFere izradili prijedlog statuta i načina djelovanja. Bilo je predviđeno institucionalno članstvo: SF klubovi, filmski distributeri, izdavači i tek poneki slobodni profesionalac koji radi na tom području. Pokušaj je, naravno, neslavno propao. Osim predstavnika par klubova, na sastanku koji je trebao biti osnivačka skupština nije se pojavio nitko od upravo navedenih “privrednih subjekata”. Nešto se više diskutiralo na sljedećoj konvenciji, ali s istim rezultatom; tek se pet godina kasnije, nakon što je broj klubova u zemlji bio već pozamašan, skrpalo nešto nalik prvotnoj ideji, a pristupilo je i par individualnih članova koji su zarađivali radom i u SF-u. Čak se ’86 pojavio prvi (vjerojatno i zadnji) YUSFAN - fanzin dotične organizacije koja je formalno postojala sve do raspada federacije.

### Jack Williamson u Zagrebu
Tek što klub bio 1979. smjestio u nove prostorije na Pešćenici, na jedan od tjednih sastanaka došao je mladić i predstavio se kao službenik Generalnog konzulata SAD-a u Zagrebu. Gotovo je sramežljivo priupitao bi li klub ugostio jednog američkog SF pisca na proputovanju, željnog upoznati obožavatelje iz zemlje ni kapitalističke ni komunističke. Članovi kluba ljubazno odgovoriše potvrdno i priupitaše o kome se radi. Riječ je bila o Jacku Williamsonu i dotični je pisac uistinu proboravio u Zagrebu dva dana.
Jack Williamson velikan je prve generacije autora koji su SF pisali pod tim nazivom, kao što su Asimov, Simak, Clarke i ostali (druga četvrtina XX. stoljeća); sudionik je prvih američkih i svjetskih konvencija, održanih prije Drugog svjetskog rata. Williamson je 1979. bio predsjednik SFWA, moćne udruge američkih ZBiF pisaca. Iako gotovo osamdesetogodišnjak, bistrog i znatiželjnog uma, zaželio se posjetiti NR Kinu koja se, po oporavku od “kulturne revolucije”, po prvi puta otvorila posjetiteljima sa Zapada. Jedina zrakoplovna kompanija koja je tada letila za Peking bio je JAT te je morao presjesti u našoj zemlji, a kako letovi nisu bili usklađeni imao je po par dana vremena između dolaska i polaska.
Članove je kluba oborio s nogu pričom o tome što ga je potaklo da se zainteresira za znanost, tehnologiju i priče o njima. Kao dijete živio je u Novom Meksiku; kada je izbila revolucija pod vodstvom Emiliana Zapate i Pancha Ville otac ih je odveo u Texas kako bi se sklonili od nasilja koje se prelijevalo iz Meksika. Tada je po prvi puta (1910.) vidio automobil. To ga je toliko oduševilo da je ostatak života proveo neprekidno se baveći novim dostignućima civilizacije. Po povratku u SAD stavio nas je na svjetsku SF kartu: napisao je zapaženi članak o nekim čudnim momcima i ponekoj curi, tamo daleko u Zagrebu, koji se silno trude misleći da je ZBiF ozbiljna stvar.
On je bio prvi, nakon njega su slijedili raznorazni SF pisci: Bob Shaw, James Gun, koji je kao sveučilišni nastavnik poučio da je SF prije svega književnost, Brian Aldiss, koji je bio par puta gost, Joe Haldeman, Daniela Piegai, tada najbolja i najaktivnija talijanska SF&F spisateljica i ostali.
Članski proboj u inozemstvo započeli su Krsto A. Mažuranić, Vojko Kraljeta i Neven Antičevič koji su ’79. pohodili skupštinu WorldSF udruženja u Brightonu. WorldSF je bio dijete detanta, željezna zavjesa se bila malo spustila i nazirala se lova iza nje: do autora sa Zapada došla je informacija kako su neki od njih prevođeni i objavljivani u zemljama “realnog socijalizma”, naravno bez upita o autorskim pravima. Ipak, nije se radilo o čistom lopovluku već o kreativnoj interpretaciji pojma naknade za rečena prava: zakoni tih zemalja (a bormeš i naše) nisu dozvoljavali iznošenje niti stranih niti domaće valute; međutim, svatko je imao pravo doći i slobodno potrošiti svoje novce tamo. S druge strane, pisci sa (političkog) Istoka bili su gladni objavljivanja na Zapadu. U tu grupu se moglo pribrojiti i nas, “nesvrstane”. Grupa zapadnoeuropskih autora došla je na genijalnu ideju: zašto ne stvoriti svjetsko udruženje SF profesionalaca u koje bi se mogao učlaniti svatko, bez obzira na zemlju (političkog) porijekla? Tako je nastao WorldSF, koji nikada nije dosegao snagu SFWA, ali je omogućio višegodišnja vesela druženja uz poneku ozbiljnu realizaciju, kao što je bila antologija koja se telila godinama, ali se ipak pojavila u drugoj polovini osamdesetih – prije svega upornim radom Gianfranca Viviania, direktora i suvlasnika Editrice Nord iz Milana, tada najveće izdavačke kuće u Europi specijalizirane samo za ZBiF.
Članovi SFerinog kluba iz Brightona su se vratili s dogovorom da se sljedeći sastanak – 1980. – trebao održati u Zagrebu. Iz raznih razloga taj je događaj bio otkazan, međutim na Rotterdamskoj skupštini sljedeće godine (na kojoj su SFerina delegacija bili K. Mažuranić, N. Rijavec i D. Đokić koji su tamo stigli nakon 18 sati neprekinute vožnje u Krstinom Citroenu Diani) odlučeno je za Zagreb ’83. Ta je skupština, u prisutnosti par tuceta članova stiglih odasvuda sa Zemlje, održana u hotelu Esplanade tijekom jednog vikenda.
Jedna od posljedica odlaska u Brighton bila je da je 1979. za 2. YUKON došao Sam Lundwal, švedski pisac i teoretičar SF-a, s još izraženijim glazbenim talentom, tako da je bio poznatiji kao tekstopisac za planetarno popularni sastav ABBA. Kako tada funkcija počasnog gosta formalno još nije postojala, prvi stranac koji je kao takav najavljen bio je Gerry Webb 1982. za 4. YUKON. Taj je strojarski inženjer u to doba za britansku Vladu radio na ozbiljnom projektu svemirskog aviona – svemirskog broda koji bi polijetao i slijetao kao avion, a ne kao raketa. Kao autor bavio se samo popularizacijom znanosti i tehnologije, međutim, u SF krugovima je bio poznatiji kao vlasnik najveće britanske zbirke pisanih materijala o ZBiF-u. 
Ta je konvencija bila prva s video-projekcijama, a kasnije su prvi uveli i računalne igraonice. Pred kraj opisivanog razdoblja, SFera je imala preko 200 barem povremeno aktivnih članova, na SFeraKonima se tijekom vikenda okupljalo preko 1300 posjetitelja, godišnje ih je oko 4000 sjedilo na predavanjima i drugim događanjima iz redovitog programa. Biblioteka (koju je brižljivo vodio i slagao kasniji predsjednik Ivica Posavec) imala je preko 1600 naslova te imala i oko 1100 dijapozitiva. SFerini članovi bili najaktivniji prevoditelji SF-a (i to ne samo s engleskog); prije svih K. Mažuranić (na konvenciji u San Marinu dobio je nagradu za najboljeg europskog prevoditelja), zatim Bruno Ogorelec (koji je kao privatnik objavio prvi prijevod SF romana) pa Dana Frišić, B. Marini, D. Đokić i drugi.

### Eurocon
Višegodišnjim lobiranjem SFera je uspjela osvojiti Eurokon – godišnju europsku konvenciju za 1986. koju su nazvali Ballkon. Da igra riječi bude zabavnija, od sudionika se tog bala očekivalo da sa sobom donesu bilo kakvu loptu. Plakat je bio izradio SFerin član Igor Kordej, jedan od majstora Novog kvadrata – strip časopisa proslavljene “Zagrebačke škole stripa” – koji je ujedno bio i art-GOH. Sam Lundwal je bio pravi GOH, dok je fan-GOH bio Roelof Goudriaan, izdavač najpoznatijeg euro-fanzina Shards of Babel.
Konvencija se trebala održati u dvorani “Lisinski”, ali s obzirom na visoku cijenu, “Lisinski” je otpao pa je odražana u SC-u. Usprkos silnim naporima velikog broja požrtvovnih članova SFere, nije to bio najbolji Eurokon do tada, ali svakako najveća stvar održana, prije ili kasnije, u ovim krajevima kontinenta.

## Djelatnost
SFera u svom fanzinu "Parsek", kao i godišnjim zbirkama objavljuje SF priče autora iz cijele Hrvatske. Isto tako, održava radionice za članove, prati video i kino produkciju u okviru žanra, ima bogatu knjižnicu s preko 2500 domaćih i stranih naslova, organizira znanstvena i ostala predavanja, okrugle stolove i tribine na kojima sudjeluju eminentni stručnjaci, omogućava svima da upoznaju najnovija informatička dostignuća, računalne igre i igre na ploči te organizira mnogo drugih sličnih aktivnosti.
Društvo svake godine dodjeljuje Nagradu SFERA za najbolje domaće djelo s područja ZF-a. Nagrada se dodjeljuje u kategorijama minijature, kratke priče, priče, novele i romana, a iznimno su moguće i druge kategorije.

## Vanjske poveznice
- SFera

 Napomena: Ovaj tekst ili jedan njegov dio preuzet je s internetskih stranica SFere ili SFeraKona. Vidi dopusnicu za Wikipediju na hrvatskome jeziku.